# 541
541（五百四十一、五四一、ごひゃくよんじゅういち）は、自然数また整数において、540の次で542の前の数である。

## 性質
- 541は100番目の素数である。1つ前は523、次は547。
  - 約数の和は542。
- 102番目の素数である。1つ前の101番目は29、次の103番目は7919。(オンライン整数列大辞典の数列 A006988)
- 10番目の平方数番目の素数である。1つ前は419、次は661。
- 10番目の六芒星数である。1つ前は433、次は661。
- 541番目の素数：3911
- 541 + 1/2 = 271 であり、n + 1/2 の形で素数を生む14番目の素数である。1つ前は457、次は613。(オンライン整数列大辞典の数列 A005383)
- 1つ前の素数523の間隔 (18) が以前の数よりも大きくなる7番目の素数である。1つ前は113-127 (間隔14)、次は887-907 (間隔20)。(A002386-A000101)
- 1/541 は循環節の長さが540の循環小数になる。
  - 逆数が循環小数になる数で循環節が540になる最小の数である。次は1082。
  - 循環節が n − 1 である巡回数を作る38番目の素数である。1つ前は509、次は571。(オンライン整数列大辞典の数列 A001913)

## その他 541 に関連すること
- 西暦541年
- 紀元前541年